# Dlouhopolsko
Dlouhopolsko je obec v okrese Nymburk ve Středočeském kraji. Leží asi šestnáct kilometrů východně od města Poděbrady. Žije zde 249 obyvatel. V katastru obce se nachází Dlouhopolský rybník a rovněž do něj zasahuje i chráněné území národní přírodní památky Dlouhopolsko. Kostel ve vsi není, nejbližší je v Běrunicích (nyní filiální ve farnosti Městec Králové).

## Historie
Oblast okolo Dlouhopolska byla poměrně hustě osídlena již během mladší doby kamenné, což dokládají dva kamenomlaty, které byly na území obce nalezeny ve dvacátých letech 20. století. V roce 1922 bylo v obci objeveno také sídliště únětické kultury – konkrétně obytná jáma, ohniště a tři hroby se zachovalými kostrami. Některé materiály z nálezu jsou uloženy v muzeu v Městci Králové. Ze střední doby bronzové byly v lesích u obce nalezeny tři mohylové hroby.
První písemná zmínka o obci pochází z roku 1389.
Ve vsi Dlouhopolsko (535 obyvatel) byly v roce 1932 evidovány tyto živnosti a obchody: cihelna, družstvo pro rozvod elektrické energie v Dlouhopolsku, 3 hostince, kovář, 2 krejčí, lom, 3 obuvníci, pekař, řezník, 3 obchody se smíšeným zbožím, spořitelní a záložní spolek pro Dlouhopolsko, 2 trafiky, truhlář.

## Obyvatelstvo
| Rok            | 1869 | 1880 | 1890 | 1900 | 1910 | 1921 | 1930 | 1950 | 1961 | 1970 | 1980 | 1991 | 2001 | 2011 | 2021 |
| -------------- | ---- | ---- | ---- | ---- | ---- | ---- | ---- | ---- | ---- | ---- | ---- | ---- | ---- | ---- | ---- |
| Počet obyvatel | 301  | 402  | 443  | 481  | 569  | 535  | 501  | 405  | 421  | 399  | 343  | 253  | 229  | 200  | 216  |
| Počet domů     | 46   | 65   | 75   | 84   | 104  | 108  | 116  | 123  | 117  | 120  | 113  | 125  | 126  | 130  | 132  |

## Obecní správa

### Územněsprávní začlenění
Dějiny územněsprávního začleňování zahrnují období od roku 1850 do současnosti. V chronologickém přehledu je uvedena územně administrativní příslušnost obce v roce, kdy ke změně došlo:
- 1850 země česká, kraj Jičín, politický okres Poděbrady, soudní okres Městec Králové[7]
- 1855 země česká, kraj Jičín, soudní okres Městec Králové
- 1868 země česká, politický okres Poděbrady, soudní okres Městec Králové
- 1939 země česká, Oberlandrat Kolín, politický okres Poděbrady, soudní okres Městec Králové[8]
- 1942 země česká, Oberlandrat Hradec Králové, politický okres Nymburk, soudní okres Městec Králové[9]
- 1945 země česká, správní okres Poděbrady, soudní okres Městec Králové[10]
- 1949 Pražský kraj, okres Poděbrady[11]
- 1960 Středočeský kraj, okres Nymburk
- 2003 Středočeský kraj, okres Nymburk, obec s rozšířenou působností Poděbrady

### Obecní symboly
Znak a vlajka byly obci uděleny rozhodnutím předsedkyně Poslanecké sněmovny Parlamentu České republiky dne 13. října 2023.

## Doprava
Dopravní síť
- Pozemní komunikace – V obci se kříží silnice II/328 Kolín – Dlouhopolsko – Městec Králové – Jičíněves a silnice II/611 Praha – Poděbrady – Dlouhopolsko – Chlumec nad Cidlinou – Hradec Králové.
- Železnice – Železniční trať ani stanice na území obce nejsou. Nejblíže obci je železniční stanice Městec Králové ve vzdálenosti čtyři kilometry ležící na trati 062 Chlumec nad Cidlinou – Křinec.

Veřejná doprava 2025
- Autobusová doprava – V obci zastavovaly autobusové linky 541 v trase Dlouhopolsko - Kněžičky - Běrunice - Městec Králové, nám. - Podmoky, U Kovárny - Vrbice, U Váhy - Okřínek, prodejna - Senice - Úmyslovice - Netřebice - Budiměřice - Nymburk, hl. nádr. a 598 v trase Poděbrady, žel. st. - Choťánky, Vystrkov - Odřepsy - Vlkov pod Oškobrhem - Kolaje - Hradčany - Opočnice - Dlouhopolsko - Městec Králové, nám. - Sloveč - Kněžice - Chroustov - Kněžice, Dubečno - (Chotěšice,Nová Ves)